# トヨタ・マークIIクオリス
マークIIクオリス（MARK Ⅱ Qualis）は、トヨタ自動車がかつて製造していたステーションワゴンタイプの乗用車である。

## 概要
1997年4月に、それまでX70系ベースで生産されてきたマークIIワゴンのフルモデルチェンジ版として登場した。車名こそ「マークII」を名乗るが構造は別物で、MCV20系ウィンダムをベースとした歴代マークIIでは唯一の前輪駆動車であり、カムリグラシアの姉妹車でもある。
エンジンもセダンタイプのマークIIとは異なり、カムリグラシアと共通の直列4気筒・2.2L（5S-FE型）とV型6気筒・2.5L（2MZ-FE型）、それにウィンダム（日本国外ではレクサス・ES）に搭載していたV型6気筒・3L（1MZ-FE）の3種類。2.2Lと2.5Lには四輪駆動も設定された。基本的にはモノグレード+パッケージオプションの構成だが、基本装備は充実しており、前席エアバッグやABSは全グレードで標準装備。オプションとしてサイドエアバッグやプライバシーガラス、スカイフックTEMS等が用意された。3LのみサンルーフやTRC、CDナビゲーション付きマルチAV、スカイフックTEMS等が標準だが、他グレードでもオプションとして選べた。

## 歴史
- 1997年4月14日 - 13年にも渡る異例の長期生産となったX70型マークIIワゴンの後継として販売開始（バン仕様はカルディナバンへ統合）。先行して販売されたカムリグラシアの姉妹車であるが同時期のマークIIセダンのフロントフェイスの特徴が良く出ている。FF化されたことで、Lクラスワゴンとしても最大級の広さを誇るものの、上部の絞り込みが強く実用面の評価は決して高くなかった。1984年から継続販売されていた旧マークIIワゴンはもとより、同時期のライバル車種と比較してもかなりスタイリッシュかつシンプルなエクステリアデザインで、前輪駆動化（後に4WDが追加）されたことで、後輪駆動であった旧マークIIワゴンが苦手としていた降雪地や寒冷地のユーザーを開拓することにも成功した。CMのキャッチコピーは「ALL DAYS WAGON」CMソングにはシカゴの「Hard to Say I'm Sorry」を起用したりスタイリッシュな演出がなされた。
  - 6月 - 4WD（実用型四輪駆動）仕様が追加される。
  - 10月 - ベースグレードのクオリス、クオリスFourグレードに特別仕様車「Xパッケージ」を設定。2.2Lと2.5Lの2WDと4WD車をベースに、ボディカラーは、シルバーメタリック、専用色ブラック、スーパーホワイトパールマイカ（オプション）を採用。そのほか、LEDストップランプ付きリヤスポイラー、UVカット機能付きプライバシーガラス、6スピーカーなどを特別装備している。
- 1998年8月 - マークIIのマイナーチェンジにあわせて一部変更。
  - 10月 - 特別仕様車「フルカラーJパッケージ」、「Xパッケージ」を設定。「フルカラーJパッケージ」はカラードプロテクションモールやカラードルーフレール、ラジオレス+4スピーカーなど、「Xパッケージ」はSパッケージをベースとし、本革巻き4本スポークステアリングやムーンルーフ、CD+カセットマルチ電子チューナー付オーディオ+6スピーカーなどを特別装備している。
- 1999年8月 - マイナーチェンジ。前後デザインの一部変更と専用内装色やオートレベリング付きHIDヘッドライト装備のスポーティ仕様「ツアラーエディション」が追加される。同時に3LエンジンのVVT-iの採用や2.5LエンジンにもECT-iEが拡大（以前は3Lエンジンのみ）される等機能の充実が施される。
- 2000年8月 - 平成12年基準排出ガス25%低減を一部グレードで達成（G-LEV）。
- 2001年12月[1] - 生産終了。
- 2002年1月 - 後継車のマークIIブリット発売に伴い販売終了。販売期間中の新車登録台数の累計は8万7940台[2]。

## 販売店舗
- トヨペット店（大阪地区を除く）
- トヨタ店（東京・大阪地区のみ）